# 恩斯特-约阿希姆·屈佩尔斯
恩斯特-约阿希姆·屈佩尔斯（德語：Ernst-Joachim Küppers，1942年8月24日—2025年2月5日），德国男子游泳运动员。他曾代表德国联队参加1964年夏季奥林匹克运动会游泳比赛，获得男子4×100米混合泳接力银牌。